# 北京SKP
北京SKP，原名北京新光天地，是北京市朝陽區的一間商場，於2007年4月19日开业，座落于长安街东延线大望桥东北角，紧临四环路，与京通快速路、地铁1号线及14号线大望路站相连。

## 历史

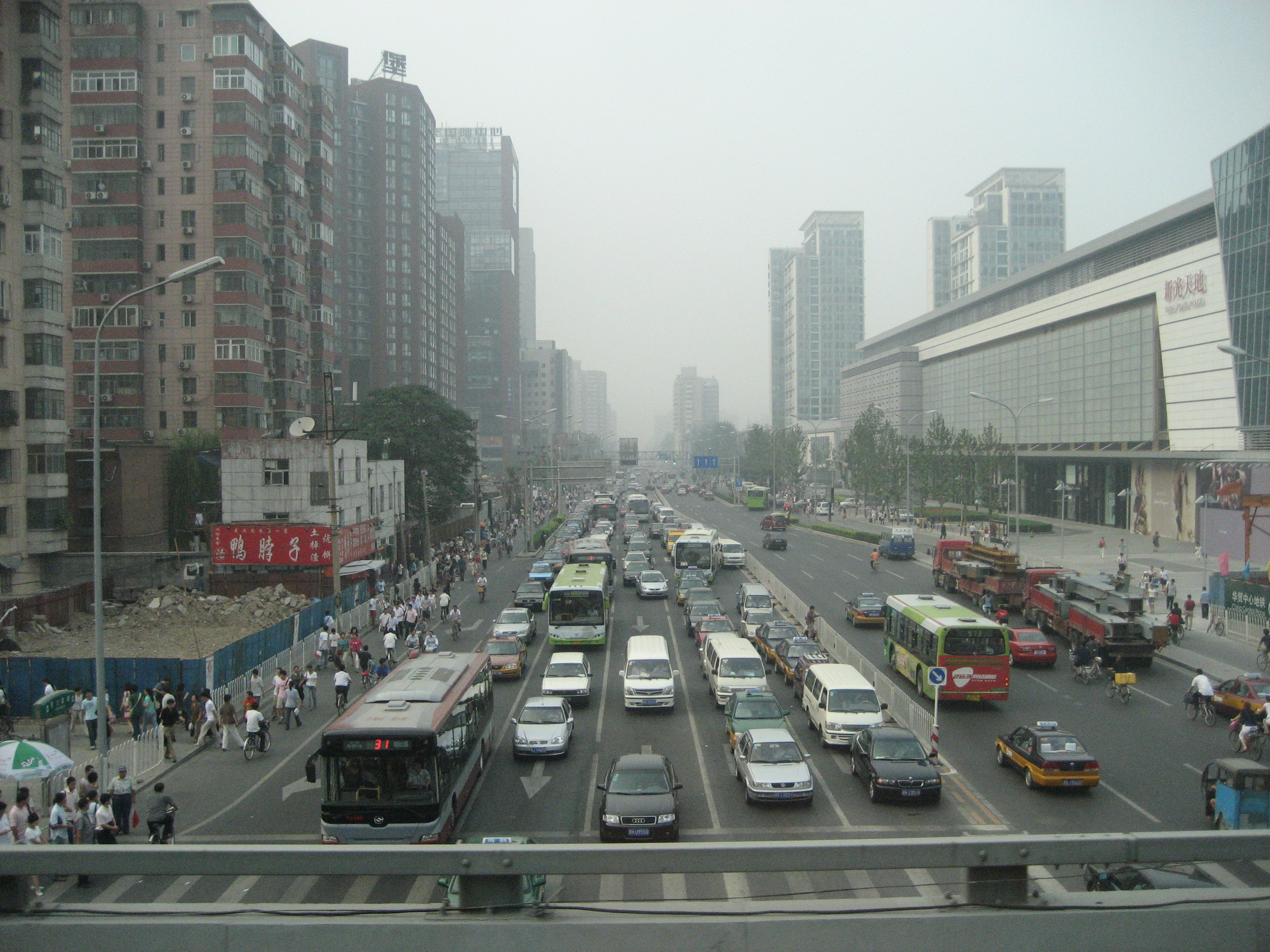
2007年7月的西大望路，可见当时开业不久的“新光天地”

北京SKP原先为北京华联与新光三越百货合资建设，位置在八王坟的发电厂旧址，占地15万平方米的华贸中心内。筹备之时，新光天地便确定要以奢侈品为主轴定位，考虑到当时国贸已经引入路易威登的旗舰店，便拉拢古驰和Prada入驻，同时亦争取到了香奈儿。开业之初，新光天地拥有900家商铺，2011年销售额便达到65亿元，拉下“中国百货店王”杭州大厦，成为“新店王”。
然而，从开业之初北京华联与新光三越百货就陷入纠纷，后来新光三越百货单方面将“新光天地”注册为自家商标。最终北京华联放弃使用“新光天地”名称，改为采用其英文缩写（Shin Kong Place）。同时，尽管2014年10月起北京SKP的名称可以启用，但“新光天地”一名可以保留至2015年4月30日。此后，在成都，SKP甚至和新光天地都开了店。
2019年12月，北京SKP在建国路南侧佳兆业广场开设SKP-S，该楼曾为烂尾楼。当年，北京SKP销售额153亿元，最高日销售额达10亿元。
2020年度北京SKP销售额约177亿元，首次超过2019冠状病毒病疫情前全球销量排名第一的哈洛德百货公司。